# Richard Krajicek
Richard Krajicek (* 6. prosince 1971, Rotterdam) je bývalý profesionální nizozemský tenista českého původu. Narodil se českým emigrantům v Nizozemsku. Největšího úspěchu dosáhl v roce 1996, kdy vyhrál dvouhru ve Wimbledonu a následně byl zvolen nizozemským sportovcem roku.
Jeho nevlastní sestra Michaëlla Krajiceková je také profesionální tenistkou. Roku 1999 se oženil s modelkou Daphne Deckersovou.

## Vítězství na turnajích
Richard Krajicek vyhrál za svou kariéru 17 turnajů ATP ve dvouhře:
- 1991 – Hong Kong
- 1992 – Antverpy, Los Angeles
- 1993 – Los Angeles
- 1994 – Barcelona, Rosmalen, Sydney Indoor
- 1995 – Rotterdam, Stuttgart Indoor
- 1996 – Wimbledon
- 1997 – Rosmalen, Rotterdam, Tokio
- 1998 – Sankt-Petěrburg, Stuttgart Indoor
- 1999 – Key Biscayne, Londýn

## Výsledky na grandslamech - dvouhra
| Turnaj          | 2003 | 2002 | 2001 | 2000 | 1999 | 1998 | 1997 | 1996 | 1995 | 1994 | 1993 | 1992 | 1991 |
| --------------- | ---- | ---- | ---- | ---- | ---- | ---- | ---- | ---- | ---- | ---- | ---- | ---- | ---- |
| Australian Open | 2k   | -    | -    | 2k   | 3k   | -    | -    | 3k   | 2k   | -    | 2k   | SF   | 4k   |
| Roland Garros   | -    | -    | -    | 3k   | 2k   | 3k   | 3k   | ČF   | 2k   | 3k   | SF   | 3k   | 2k   |
| Wimbledon       | -    | ČF   | -    | 2k   | 3k   | SF   | 4r   | V    | 1k   | 1k   | 4k   | 3k   | 3k   |
| US Open         | -    | 1k   | -    | ČF   | ČF   | 3k   | ČF   | 1k   | 3k   | 2k   | 4k   | 4k   | 1k   |